# Pfarrkirche Brunn am Gebirge

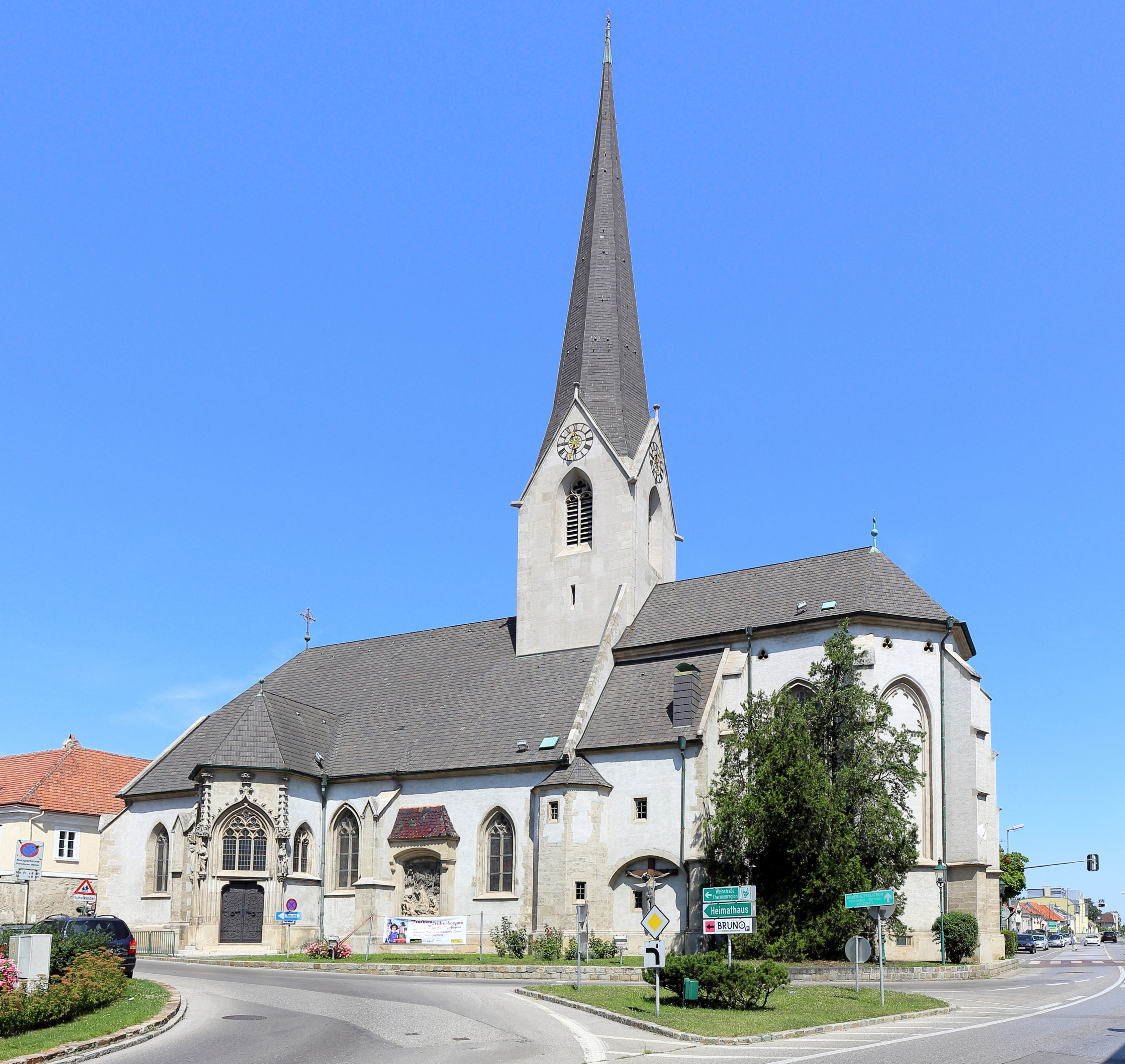
Pfarrkirche Brunn am Gebirge

Die römisch-katholische Pfarrkirche Brunn am Gebirge steht in der Gemeinde Brunn am Gebirge im Bezirk Mödling in Niederösterreich. Sie ist der heiligen Kunigunde geweiht und gehört zum Dekanat Mödling im Vikariat Unter dem Wienerwald der Erzdiözese Wien. Das Bauwerk steht unter Denkmalschutz.

## Geschichte
1212 wird eine Kapelle Zu Ehren Unsrer Lieben Frau genannt. Um 1340 wurde die Kirche der heiligen Kunigunde geweiht (seit 1348 Filiale der römisch-katholischen Pfarre Mödling). 1520 bis 1608 diente die Kirche protestantischen Gottesdiensten. 1556 wurde die heutige, römisch-katholische Pfarre gegründet. Ab 1558 übten Richter und Rat von Mödling das Patronat aus, von 1788 bis 1958 die Herrschaft Liechtenstein.
Nach Kunigunde benannt wurde die frühere Kunigundenzeche in Brunn selbst und der Kunigundberg (1341 erwähnt) im benachbarten Perchtoldsdorf.

### Baugeschichte
Die gotische Kirche wurde über einer spätromanischen Chorquadratkirche in mehreren Bauphasen ab der ersten Hälfte des 14. Jahrhunderts errichtet. Nach den Zerstörungen in den beiden Türkenkriegen und einem Brand 1652 wurde die Kirche immer wieder aufgebaut beziehungsweise wieder instand gesetzt. Von 1721 bis 1735 fanden Wallfahrten statt. 1855/56 erfolgte eine Renovierung und ein Umbau sowie ein Neubau des Turmes. Eine weitere Renovierung und Umgestaltung führte Gustav von Neumann in den Jahren 1897 bis 1900 durch. 1944 und 1945 wurden Dach und Fenster schwer beschädigt. Im Jahr 1956 erfolgte eine Erneuerung des Turms nach Kriegsschäden und 1960/61, 1976 sowie 1996 wurden Restaurierungen durchgeführt.

## Ausstattung

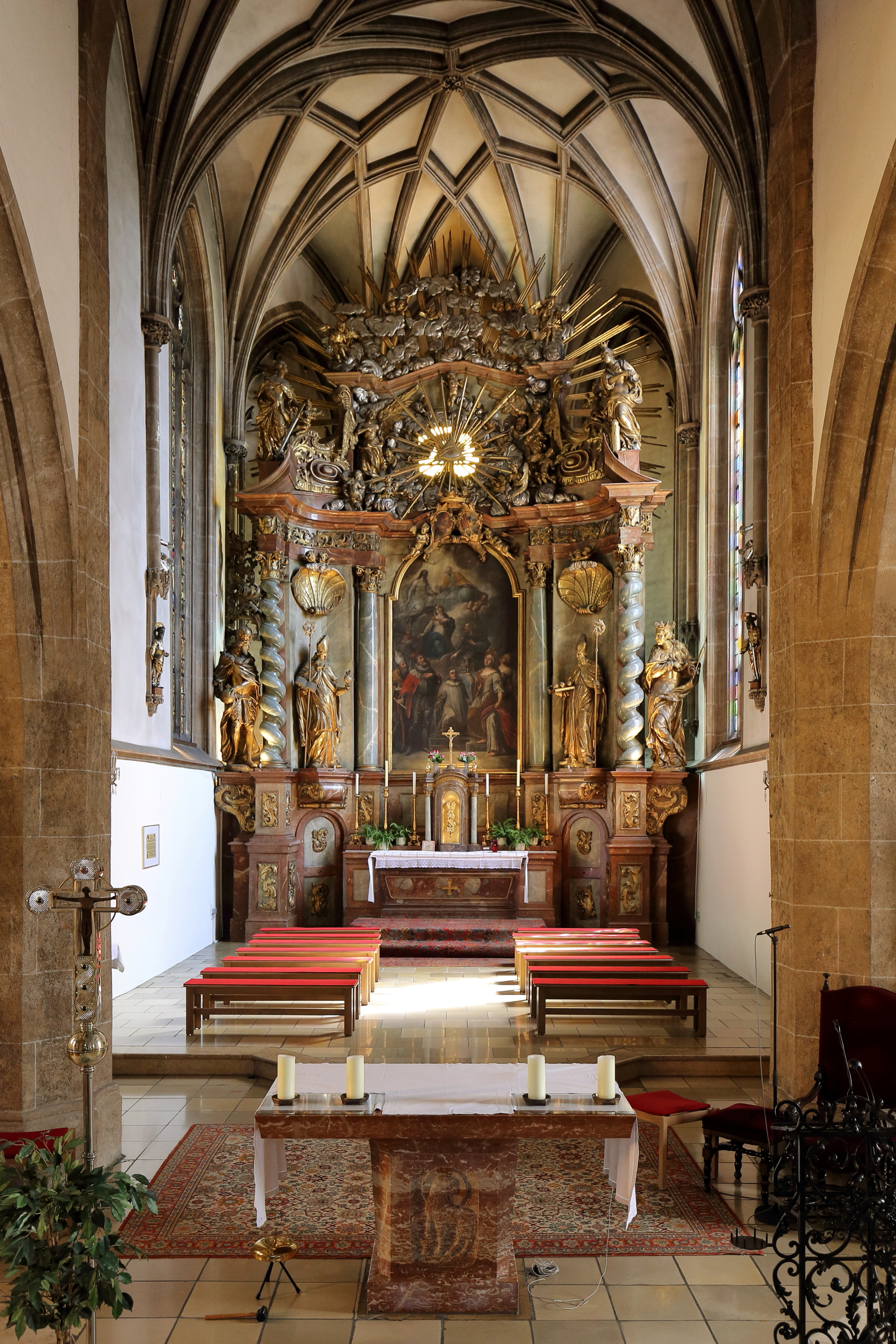
Altarraum der Pfarrkirche

Die Einrichtung ist barock (Hochaltar 1722, Hängekanzel 1721/35), die Glasfenster sind neugotisch (Hanns Schock, 1897) und ‚modern' (Theo Braun, 1977, 1990/91).
Die Orgel aus 1999 mit 26 Registern stammt von Orgelbau Eisenbarth.